# État profond
L’État profond (calque de l’anglais deep state, lui-même un calque du turc derin devlet, aussi appelé État souterrain) fait référence à l'idée qu'il existerait au sein d'un État une hiérarchie parallèle ou une entité informelle détenant secrètement le pouvoir décisionnel sur la société et toutes les décisions politiques d'une démocratie.
L'expression est une formule politique originellement employée par des hommes politiques turcs kémalistes, avant de subir un glissement sémantique, et de se voir mobilisée par des mouvements conspirationnistes, d'extrême droite et populistes, des hommes politiques comme Donald Trump,, mais aussi des hommes politiques plus centristes comme Emmanuel Macron. Selon les tenants de l'expression, « un pouvoir institutionnel pérenne (...) survivrait aux alternances politiques et se maintiendrait supposément de façon cohérente ». Cet État souterrain serait supposément constitué soit par un noyau de la classe dominante, soit par des représentants d'intérêts et serait la composante la plus agissante et la plus secrète de l'establishment.

## Histoire

### Une origine turque
Selon Jean-Paul Burdy et Jean Marcou, le terme est utilisé en Turquie pour désigner « un pouvoir invisible, non détectable parmi les institutions légales et légitimes de la République, mais qui pèse sur les grandes décisions politiques et le fonctionnement sociétal ». Il est censé reposer « sur une fraction de la bureaucratie civile et militaire [...] le corps des magistrats ; le corps diplomatique ; les écoles formant les élites administratives ».
Il est aussi utilisé par les islamistes pour désigner les forces au sein de l’État « qui veille[nt] sur la république indivisible et laïque léguée par Mustafa Kemal Atatürk ».
Le terme est notamment réutilisé en lien avec l'affaire de Susurluk pour désigner cette fois les services secrets,. Quand le Parti de la justice et du développement de Recep Tayyip Erdoğan parvient au pouvoir en 2002, le Service de renseignement national (MIT) reste loyal au nouveau pouvoir, l'armée turque n'incarnant plus « l’État profond ».
Le terme apparaît à nouveau à partir de novembre 1996 dans des interviews, toujours dans le cadre de la Turquie. Demirel, ancien Président de Turquie, déclare ainsi qu'« il y a un État profond et un autre État [...]. L'État qui devrait être véritable est celui de secours, celui qui devrait être de secours est le véritable ».
Le terme est repris par le président Recep Tayyip Erdoğan, qui déclare en 2012 que « Chaque État a son propre État profond; c'est comme un virus; il réapparaît lorsque les conditions sont favorables. Nous continuons la lutte contre ces structures. Nous ne pouvons pas bien sûr prétendre que nous l'avons complètement éliminé et détruit parce qu'en tant que politicien, je ne crois pas qu'un État dans le monde a été capable de le faire complètement ».

### Des utilisations ultérieures
Le terme essaime par la suite pour désigner tout type de réseaux occultes. Le terme est notamment utilisé pour désigner, dans l’Italie des années 1970, la « loge P2 », puis en Algérie, la prépondérance du pouvoir des militaires, ou enfin le noyau sécuritaire de l’État d’Israël.
Le concept est très utilisé dans les sphères complotistes américaines. Il connait un regain de popularité avec l'élection présidentielle américaine de 2016 puis avec la présidence de Donald Trump dont certains sympathisants, notamment de l'alt-right, ainsi que le gouvernement lui-même, laissent entendre l'idée qu'un « État profond » entrave son pouvoir,,.
En 2019, c'est le président français Emmanuel Macron qui utilise cette expression. Il met en cause le corps diplomatique français, qu'il estime receler un « État profond », dans le cadre d'une tentative de rapprochement avec la Russie. L'expression mécontente les diplomates, qui n'apprécient pas de voir leur loyauté remise en question.

## Définitions

### Un outil du complot

#### Une désignation de boucs-émissaires
Le terme est très utilisé dans les années 2010 par les médias d'extrême-droite à des fins polémiques. L'homme politique Newt Gingrich, partisan du président Donald Trump, prétend ainsi que « le sommet du deep state » a pour objectif « de détruire ou au minimum de bloquer la présidence de Trump ». Le présentateur télévisé Sean Hannity laisse entendre que « les familles du crime du Deep State essaient d'abattre le président », et attaque les adversaires politiques de Trump de l'époque, à savoir Hillary Clinton, James Comey et Robert Mueller,,.
Le terme, utilisé par des militants ou par le personnel politique afin d'acculer ses adversaires politiques, est proche de l'idée de cabinet noir ou de bouc émissaire[source insuffisante].

#### Une désignation des influences politiques exercées sur le décideur politique
L'expression « politique profonde » (deep politics) a été forgée par le Pr Peter Dale Scott, professeur émérite de littérature anglaise à l'Université de Berkeley. La première mention dans un ouvrage remonte à l’année 1993. Dans ce livre figurent aussi l'expression « système politique profond » (deep political system) et celle qui désigne son étude (deep political analysis).
Dans un entretien accordé en juin 2011 au magazine Diplomatie, Peter Dale Scott prétend que l'influence du « supramonde » s'exerce sur le gouvernement des États-Unis grâce à un groupe confidentiel et restreint qu'il désigne en reprenant l'expression « État profond ». Il précise : « Ce [que j'] appelle “État profond” aux États-Unis n'est pas une institution formelle, ni une équipe secrète, mais plutôt un cercle de contacts de haut niveau, souvent personnels, où le pouvoir politique est susceptible d'être dirigé par des gens très riches [...]. J'appelle ces gens, dont la plupart se connaît un minimum sans nécessairement avoir les mêmes intérêts, le “supramonde”. Le résultat de leur influence, à travers le milieu de l'État profond, est ce que j'appelle la “politique profonde”, c’est-à-dire “l’ensemble des pratiques et des dispositions politiques, intentionnelles ou non, qui sont habituellement refoulées dans le discours public plus qu’elles ne sont admises” ».

### L'État profond en démocratie

#### Un outil inapproprié dans les États de droit
Pour Gérald Bronner, le terme d’État profond n'est pas approprié dans les États démocratiques. Il remarque que, s'il y a bien « d’autres sources de pouvoir dans la démocratie que des individus légalement élus : il y a les lobbies, le pouvoir universitaire, le pouvoir médiatique : toutes sortes de pouvoirs qui ne sont pas assujettis au rythme de la démocratie », « la naïveté de la théorie conspirationniste de l’État profond est de supposer, par une lecture monocausale, que ces contre-pouvoirs vont tous dans le même sens, qu’ils se concertent. C’est le biais d’intentionnalité : attribuer quelque chose à des groupes non constitués ».
Pour Rudy Reichstadt, si le concept peut être valable pour « rendre compte imparfaitement mais sûrement d'une partie bien tangible de la réalité dans le contexte de régimes semi-démocratiques ou autoritaires comme en Turquie et en Égypte », il serait plus difficilement applicable pour les démocraties libérales, « garantissant les libertés publiques fondamentales, dotées de contre-pouvoirs efficients, d'une presse plurale et d'un État de droit authentique ». Si l'on s'en tient à cette opinion, le concept relève alors d'une théorie du complot. On peut néanmoins établir des différences entre la recherche sur les crimes d’État contre la démocratie et la théorie du complot.
Lors de la première procédure de destitution visant Donald Trump, le terme d'État profond est utilisé par l'extrême droite américaine pour le défendre. James Comey, ancien directeur du FBI, renvoyé par Donald Trump alors qu'il menait une enquête sur les liens éventuels entre l'équipe de campagne de l'ex-candidat républicain et la Russie, considère que le concept relève du fantasme, et que l'adhésion des fonctionnaires américains aux valeurs républicaines régies par la Constitution bloquerait toute tentative d'ingérence d'un petit groupe dans les décisions politiques.

#### Une mutation du concept pour désigner l'inertie bureaucratique
Pour Jon D. Michaels (UCLA), le terme d'État profond peut désigner la fonction publique dans son ensemble, avec ses inerties et, parfois, ses blocages. Le terme d'État profond dans son acception complotiste peut être approprié dans les pays dont les institutions sont capturées par une élite non-contrôlée, comme le Pakistan ou l'Égypte, « où des élites de l'ombre, appartenant à l'armée ou aux ministères, sont connues pour bloquer les décisions des autorités démocratiquement élues », plutôt qu'aux États-Unis, où le pouvoir et ses administrations sont connues et presque entièrement transparentes. Steve Bannon, une des figures de proue du complotisme américain, a pu estimer que « la théorie du complot au sujet de l’État profond, c'est pour les imbéciles. Les États-Unis ne sont ni la Turquie, ni l’Égypte », et que la fonction publique bureaucratisée peut parfois créer des blocages dans l'appareil d’État, mais que « la bureaucratie n'a rien de 'profond', elle est là, sous nos yeux ».
Le concept d'État profond est également utilisé en France par certains hommes politiques. En août 2019, Emmanuel Macron y recourt à deux reprises à propos des obstacles que rencontre sa politique de rapprochement avec la Russie, et la rédaction de communiqués du sommet du G7, ajoutant qu’il ne voulait pas être « l’otage de gens qui négocient pour moi ». De même, l'ancien ministre des Affaires étrangères Hubert Védrine emploie le concept tout en l'émoussant, affirmant que « la grande force de l’État profond, c'est l'inertie, pas le complot ».
Maryvonne Le Brignonen, ancienne directrice de Tracfin, utilise le terme d’État profond pour désigner les activités confidentielles de l'État, telles que la lutte contre le blanchiment d'argent et la lutte contre le financement du terrorisme, qui ne peuvent être opérées que de manière souterraine.

#### Une notion utilisée en référence aux services de renseignements pour les États-Unis
Aux États-Unis, plusieurs personnalités ou chercheurs ont repris la notion dans la presse, en la liant à une partie de l’activité des services secrets et de renseignements qui se maintiendrait hors de l’autorité de l’exécutif. En 2017, le géopoliticien et politiste George Friedman considère que la restriction des pouvoirs du président sur les employés fédéraux en 1871 a permis l'émergence d'un État profond. Il attribue le phénomène, non pas à une conspiration mais au désir de protéger le gouvernement de la politique. L’historien Alfred W. McCoy estime en 2017 que le pouvoir accru des services de renseignements après l’attentat du 11 septembre 2001 constitue un quatrième pouvoir, déjà décrit par le Washington Post en 2010, de plus en plus autonome et qui souhaite exercer une perspective plus longue que les quatre ans d'un mandat présidentiel. Le professeur Michael J. Glennon, de l’université Tufts, mentionne en 2013 comme exemple de ce pouvoir l’échec d’Obama à fermer le camp de Guantánamo.

## Dans la culture populaire
Dans la fiction, la présence de petits groupes d'individus tirant les ficelles derrière les décideurs politiques est un ressort scénaristique courant. L'utilisation du terme de deep state aux États-Unis après l'élection de Donald Trump connaît une augmentation, et le terme fait l'objet de romans et de séries télévisées. Une série télévisée britannique intitulée Deep State (en) est lancée en 2018, elle est consacrée au monde du renseignement.